# Compagnie du Ponant
Compagnie du Ponant (CDP) oder kurz Ponant ist eine französische Kreuzfahrtgesellschaft. Sie wurde im April 1988 von Jean-Emmanuel Sauvée, Philippe Videau und weiteren jungen Offizieren der französischen Handelsmarine gegründet. Die Gesellschaft betreibt (2019) neun Schiffe, die zum Marktsegment der Yacht-Kreuzfahrtschiffe gehören. Namensgeber sind die „Iles du Ponant“, eine Gruppe von Inseln an der französischen Atlantikküste. In den Anfangsjahren war deshalb auch der Firmenname „Compagnie des Iles du Ponant S.A.“ Seit 2019 gehört Paul Gauguin Cruises zu Ponant.

## Geschichte und Geschäftsentwicklung
Die Gesellschaft hatte ihren Sitz zunächst in Nantes. 2006 wurde die Gesellschaft von der Schifffahrtsgesellschaft CMA CGM übernommen und der Sitz wurde nach Marseille verlegt. Heutiger Eigentümer ist seit 2015 die im Luxus- und Konsumgüterbereich tätige Artémis-Gruppe, die der Familie von François Pinault gehört.
Die Gesellschaft gab 1989 den Bau ihres ersten Schiffs in Auftrag, einer Dreimastbark mit dem Namen Le Ponant. Das Schiff wurde 1991 abgeliefert. Es verfügt über 32 Kabinen und gehört auch heute noch zur Flotte. 1998 erwarb die Gesellschaft die Yacht Le Lavant, die mit 45 Kabinen ausgestattet ist. Das Schiff wurde 2012 verkauft und fuhr anschließend als Tere Moana für die Gesellschaft Paul Gauguin Cruises. Im Jahr 2004 erwarb Ponant das Kreuzfahrtschiff Le Diamant, das über 113 Kabinen verfügt. Diese Schiff wurde 2012 an die Gesellschaft Quark Expeditions verkauft und fährt heute als Ocean Diamond.
Im Jahr 2010 nahm Ponant das erste einer Reihe von vier neuen, weitgehend identischen Kreuzfahrtschiffen in Dienst. Es wurden nach eigenen Vorgaben von der italienischen Werft Fincantieri gebaut. Es bestand der Anspruch, Spitzentechnologie, überschaubare Größe, französische Eleganz und erstklassigen Service miteinander zu verbinden. Mit 132 Kabinen zählen sie zu den kleinen Kreuzfahrtschiffen, die auch entlegene Ziele ansteuern können. Das erste Schiff erhielt den Namen Le Boreal. Ein Jahr später wurde die Flotte um die L’Austral ergänzt. 2013 folgte das dritte Schiff, die Le Soléal. Das vierte Schiff, die Le Lyrial, wurde 2015 abgeliefert.
Von 2018 bis 2020 werden sechs Schiffe der Ponant-Explorer-Klasse, welche vor allem für Expeditionsreisen geeignet sind, in Dienst gestellt. Gebaut werden sie von VARD. Mit 9.920 BRZ und sind sie kleiner und haben mit 92 Kabinen weniger Kabinen als die zuvor gebauten Schiffe der Boreal-Klasse. Die Schiffsnamen nehmen Bezug auf französische Entdecker und Seefahrer: Le Lapérouse, Le Champlain, Le Bougainville und Le Dumont-d’Urville, sowie Le Bellot und Le Jacques Cartier.
Im Dezember 2017 wurde bei VARD ein weiterer Neubau, die Le Commandant Charcot, bestellt. Das Schiff mit Eisklasse PC 2 ist mit rund 31.000 BRZ vermessen und verfügt über einen Flüssiggas-Antrieb. Es wurde im August 2021 abgeliefert.
Im Jahr 2019 wurde Paul Gauguin Cruises mit dem Schiff Paul Gauguin übernommen. Im selben Jahr bestellte Ponant zwei auf der Ponant-Explorer-Klasse basierende Neubauten für Paul Gauguin Cruises bei VARD mit Ablieferung 2022. Im November 2021 gab die Reederei jedoch bekannt, den Bau der beiden Schiffe aufgrund der wirtschaftlichen Unsicherheit durch die COVID-19-Pandemie auf unbestimmte Zeit zu verschieben.
Anfang 2025 gab Ponant die mehrheitliche Übernahme des Expeditionskreuzfahrtveranstalters Aqua Expeditions bekannt. Aqua Expeditions bietet mit kleinen Schiffe Kreuzfahrten auf Flüssen und auf See in Südamerika und in Südostasien an. Geplant sind Reisen vor der Küste von Ostafrika.

## Ereignisse
Am 4. April 2008 wurde der Dreimaster Le Ponant von somalischen Piraten im Golf von Aden überfallen. Das Schiff war auf dem Weg von den Seychellen zum Mittelmeer. Es befanden sich 30 Besatzungsmitglieder an Bord, aber keine Passagiere. Die komplette Besatzung wurde als Geiseln genommen. Die französischen Kriegsschiffe Commandant Bouan, Jean Bart und Jeanne d’Arc befanden sich zufällig in der Region und steuerten die somalische Küste an. Gegen Lösegeld und ohne Einsatz von Gewalt wurden die Geiseln am 12. April freigelassen. Mit Hubschraubern verfolgten die Soldaten die fliehenden Piraten. Sechs Personen konnten gefangen genommen werden. Nach unbestätigten Meldungen sind drei Personen getötet worden. Ein Teil des Lösegelds wurde sichergestellt und konnte dem Schiffseigner zurückgegeben werden. Die gefangengenommenen Piraten kamen in Frankreich vor Gericht.
Im Jahr 2013 war die Le Soleal das erste französische Kreuzfahrtschiff, das die Nordwestpassage durchfuhr. Das Schiff verließ am 26. August Kangerlussuaq in Grönland und kam am 16. September in Anadyr in Sibirien an.
Am 18. November 2015 kam es im Maschinenraum der Le Boréal, die sich in der Nähe der Falklandinseln befand, zu einem Brand. Das Schiff trieb daraufhin antriebslos im Südatlantik. In einer Rettungsaktion der Royal Navy wurden alle 347 Passagiere und Besatzungsmitglieder gerettet.

## Flotte
Die Schiffe verkehren auf allen touristisch interessanten Revieren der Welt. Schwerpunkte sind die Gewässer der Antarktis und der Arktis, das Mittelmeer, die Karibik, Nord- und Ostsee, Ozeanien, Südsee und Asien.

### Aktuelle Schiffe
| Le Ponant             | 1991 | seit 1991 | 1.189  | Frankreich | Motorsegler mit 32 Kabinen für 64 Passagiere; 32 Crew Mitglieder |  |
| Le Boréal             | 2010 | seit 2010 | 10.944 | Frankreich | Dieselelektrischer Antrieb mit 4.600 kW; 132 Kabinen für 264 Passagiere; 139 Crew Mitglieder. Le Boréal gewann 2010 den Preis „Best Newcomer of the Year“ – GOLD von der European Cruiser Association (EUCRAS). |  |
| L’Austral             | 2011 | seit 2011 | 10.944 | Frankreich | Schwesterschiff der Le Boréal mit weitgehend gleicher Ausstattung. |  |
| Le Soléal             | 2012 | seit 2012 | 10.992 | Frankreich | Schwesterschiff der Le Boréal mit weitgehend gleicher Ausstattung. |  |
| Le Lyrial             | 2015 | seit 2015 | 10.992 | Frankreich | Schwesterschiff der Le Boréal mit nur 122 Kabinen und ansonsten weitgehend gleicher Ausstattung. |  |
| Le Lapérouse          | 2018 | seit 2018 | 9.920  | Frankreich | Dieselelektrischer Antrieb mit 2 × 2.200 kW; 92 Kabinen für max. 184 Passagiere. |  |
| Le Champlain          | 2018 | seit 2018 | 9.920  | Frankreich | Schwesterschiff der Le Lapérouse |  |
| Le Bougainville       | 2019 | seit 2019 | 9.988  | Frankreich | Schwesterschiff der Le Lapérouse |  |
| Le Dumont-d’Urville   | 2019 | seit 2019 | 9.988  | Frankreich | Schwesterschiff der Le Lapérouse |  |
| Le Bellot             | 2020 | seit 2020 | 9.988  | Frankreich | Schwesterschiff der Le Lapérouse |  |
| Le Jacques Cartier    | 2020 | seit 2020 | 9.988  | Frankreich | Schwesterschiff der Le Lapérouse |  |
| Le Commandant Charcot | 2021 | seit 2021 | 31.283 | Frankreich | |  |
| Spirit of Ponant      | 2024 | seit 2024 |        | Frankreich | Katamaran mit 6 Kabinen |  |
| Paul Gauguin Cruises  |      |           |        |            | |  |
| Paul Gauguin          | 1997 | seit 2019 | 19.170 | Frankreich | |  |
| Aqua Expeditions      |      |           |        |            | |  |
| Aqua Mekong           |      |           |        |            | |  |
| Aqua Nera             |      |           |        |            | |  |
| Aria Amazon           |      |           |        |            | |  |
| Aqua Blu              |      |           |        |            | |  |
| Aqua Mare             |      |           |        |            | |  |

### Frühere Schiffe
| Schiff     | Baujahr             | im Dienst von Ponant | BRZ   | Flagge     | Bemerkungen | Bild |
| ---------- | ------------------- | -------------------- | ----- | ---------- | --- | ---- |
| Le Levant  | 1998                | 1998–2012            | 3.500 | Frankreich | Die Yacht verfügt über 45 Kabinen für 90 Passangiere; 55 Besatzungsmitglieder. 2012 an Paul Gauguin Cruises verkauft und umbenannt in Tere Moana. 2015 verkauft an Grand Circle Cruise Line, umbenannt in Clio                                                                |      |
| Le Diamant | 1974, 1986 umgebaut | 2004–2011            | 8.282 | Frankreich | 1974 ursprünglich als RoRo-Schiff mit dem Namen Begonia gebaut. 1986 zum Kreuzfahrtschiff Explorer Starship umgebaut. 2004 von Ponant erworben; 113 Kabinen für 226 Passangiere; 120 Besatzungsmitglieder. 2013 an Quark Expeditions verkauft und in Ocean Diamond umbenannt. |      |